# Coenosia plumbea
Coenosia plumbea är en tvåvingeart som beskrevs av Albuquerque 1954. Coenosia plumbea ingår i släktet Coenosia och familjen husflugor. Inga underarter finns listade i Catalogue of Life.